# Daxenthaler Forst
Der Daxenthaler Forst ist eine Gemarkung im Landkreis Altötting.
Die Gemarkung hat eine Gesamtfläche von 1271,20 Hektar und zwei Gemarkungsteile. Der Gemarkungsteil 0 mit 676,26 Hektar liegt auf dem Gebiet der Gemeinde Haiming, der Gemarkungsteil 1 mit 594,94 Hektar auf dem Gebiet des Marktes Marktl.

## Geschichte
Der Daxenthaler Forst war ein gemeindefreies Gebiet, bis 1966 unter der Bezeichnung Daxenthal.